# Важное (Одесская область)
Важное (укр. Важне) — село, относится к Беляевскому району Одесской области Украины.
Население по переписи 2001 года составляло 91 человек. Почтовый индекс — 67622. Телефонный код — 4852. Занимает площадь 0,47 км². Код КОАТУУ — 5121080702.

## Местный совет
67622, Одесская обл., Беляевский р-н, с. Березань, ул. 70-летия Октября, 1